# České Lhotice
České Lhotice é uma comuna checa localizada na região de Pardubice, distrito de Chrudim.